# Maszewy (gromada)
Maszewy – dawna gromada, czyli najmniejsza jednostka podziału terytorialnego Polskiej Rzeczypospolitej Ludowej w latach 1954–1972.
Gromady, z gromadzkimi radami narodowymi (GRN) jako organami władzy najniższego stopnia na wsi, funkcjonowały od reformy reorganizującej administrację wiejską przeprowadzonej jesienią 1954 do momentu ich zniesienia z dniem 1 stycznia 1973, tym samym wypierając organizację gminną w latach 1954–1972.
Gromadę Maszewy z siedzibą GRN w Maszewach utworzono – jako jedną z 8759 gromad na obszarze Polski – w powiecie bartoszyckim w woj. olsztyńskim na mocy uchwały nr 10 WRN w Olsztynie z dnia 4 października 1954. W skład jednostki wszedł obszar dotychczasowej gromady Maszewy ze zniesionej gminy Sokolica; obszary dotychczasowych gromad Lusiny i Węgoryty ze zniesionej gminy Galiny; wreszcie miejscowości Gile, Lisówka i Kinkajmy z dotychczasowej gromady Tromity ze zniesionej gminy Dąbrowa – w tymże powiecie. Dla gromady ustalono 15 członków gromadzkiej rady narodowej.
Gromadę zniesiono 1 stycznia 1960, a jej obszar włączono do gromad Bartoszyce (wieś Gile oraz PGR-y Czerwona Górka, Kinkajmy i Lisówka), Łabędnik (wsie Dębiany, Łabędnik Mały, Maszewy, Nuny i Wardomy)  i Galiny (wsie Lusiny i Węgoryty, kolonie Pasarka, Pasaria i Witoszyn oraz PGR-y Glitajny i Kosy) w tymże powiecie.